# Weird Revolution
Weird Revolution è l'ottavo e ultimo album in studio del gruppo musicale statunitense Butthole Surfers, pubblicato nel 2001.

## Tracce
1. The Weird Revolution – 3:36
2. The Shame of Life – 3:54
3. Dracula from Houston – 3:42
4. Venus – 3:55
5. Shit Like That – 3:18
6. Mexico – 3:50
7. Intelligent Guy – 3:04
8. Get Down – 5:29
9. Jet Fighter – 2:57
10. The Last Astronaut – 4:07
11. Yentel – 3:22
12. They Came In – 22:23 – Il brano "They Came In" dura 4 minuti. Dopo circa 18 minuti di silenzio, al minuto 21:50 inizia una traccia nascosta: si tratta di un reprise del brano "The Last Astronaut".

## Formazione

### Gruppo
- Gibby Haynes – voce
- Paul Leary – chitarra
- King Coffey – batteria

### Altri musicisti
- Nathan Calhoun – basso